# 四国の右下木の会社
株式会社四国の右下木の会社（しこくのみぎしたきのかいしゃ）は、徳島県海部郡美波町に本社を置く林業系企業。江戸時代から続く 樵木林業（こりきりんぎょう）を現代に再興し、薪炭エネルギーの循環活用による持続可能な地域産業の構築を目的として、2021年に設立された。

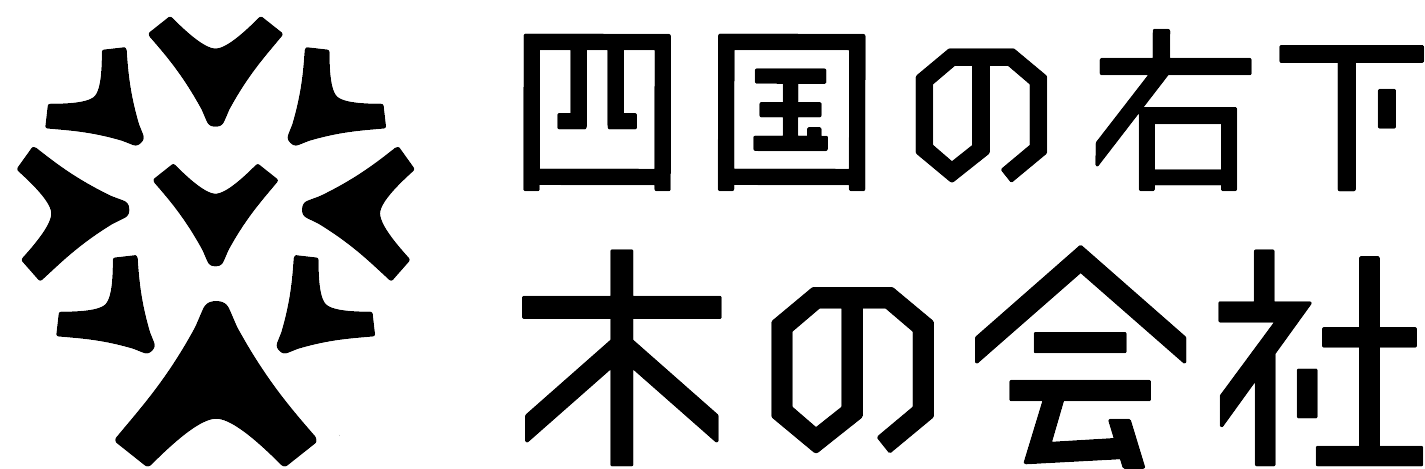
四国の右下木の会社　ロゴ

## 概要
本社は徳島県海部郡美波町に所在し、放置林化が進んだ里山や常緑広葉樹林（照葉樹）の回復、および備長炭の製造を行う。

## 沿革
- 2021年4月 - 徳島県海部郡美波町にて創業。
- 2021年 10月- とくしま樵木林業推進協議会に加盟。
- 2024年 - 「グッドライフアワード」にて環境大臣賞を受賞。[1]
- 2025年 - 「SDGsジャパンスカラシップ岩佐賞（農林水産・食の部）」を受賞。[2]

## 主な事業
- 照葉樹を対象とした育成・伐採・製炭を実施
- 地元の薪炭を活用したエネルギー製品の開発・ブランド化
- スマート林業・スマート製炭の構築
- 森林再生によるネイチャーポジティブの実践
- 里山林活用や森林回復に関するコンサルティング業務

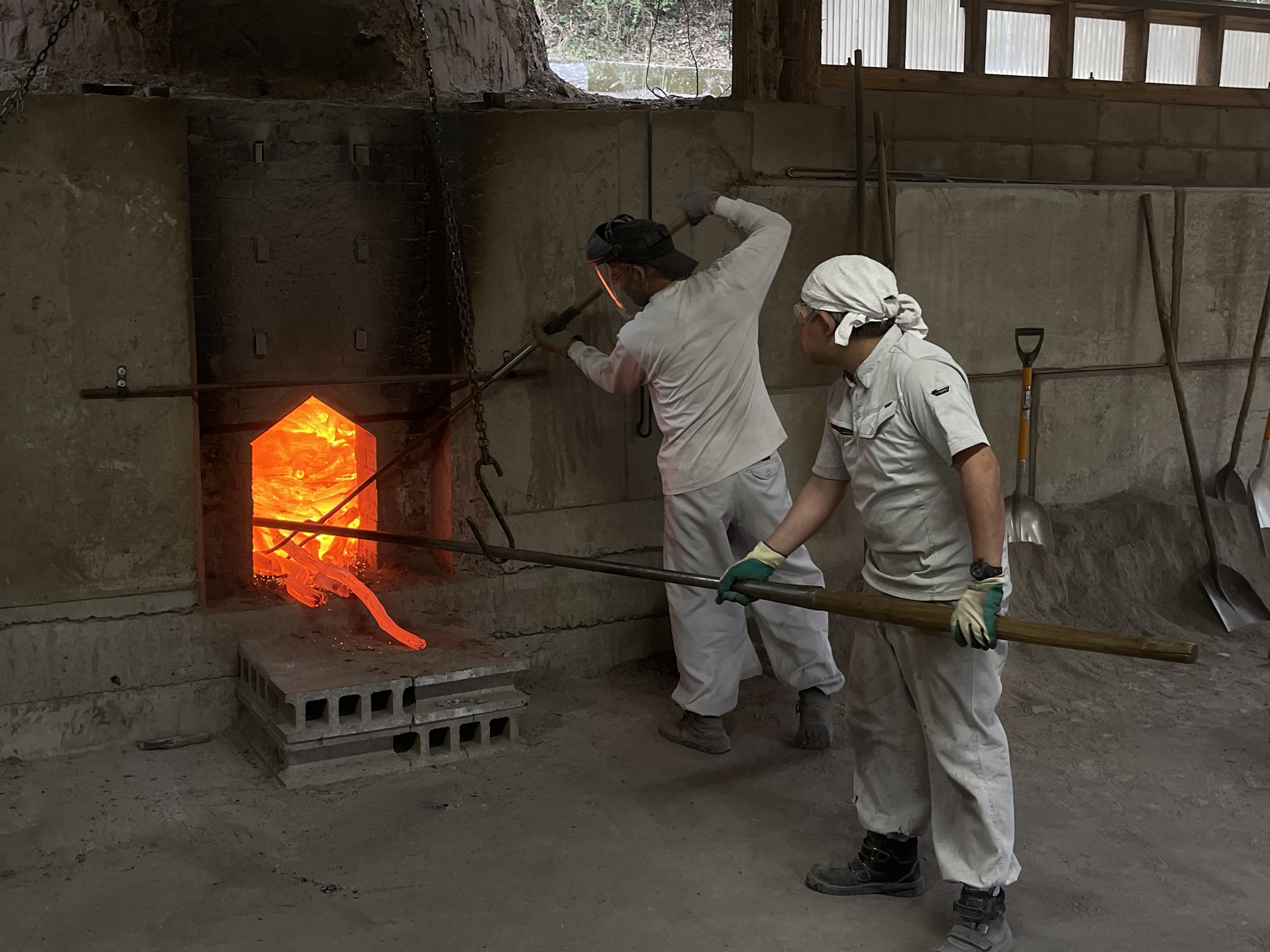
窯出しの様子
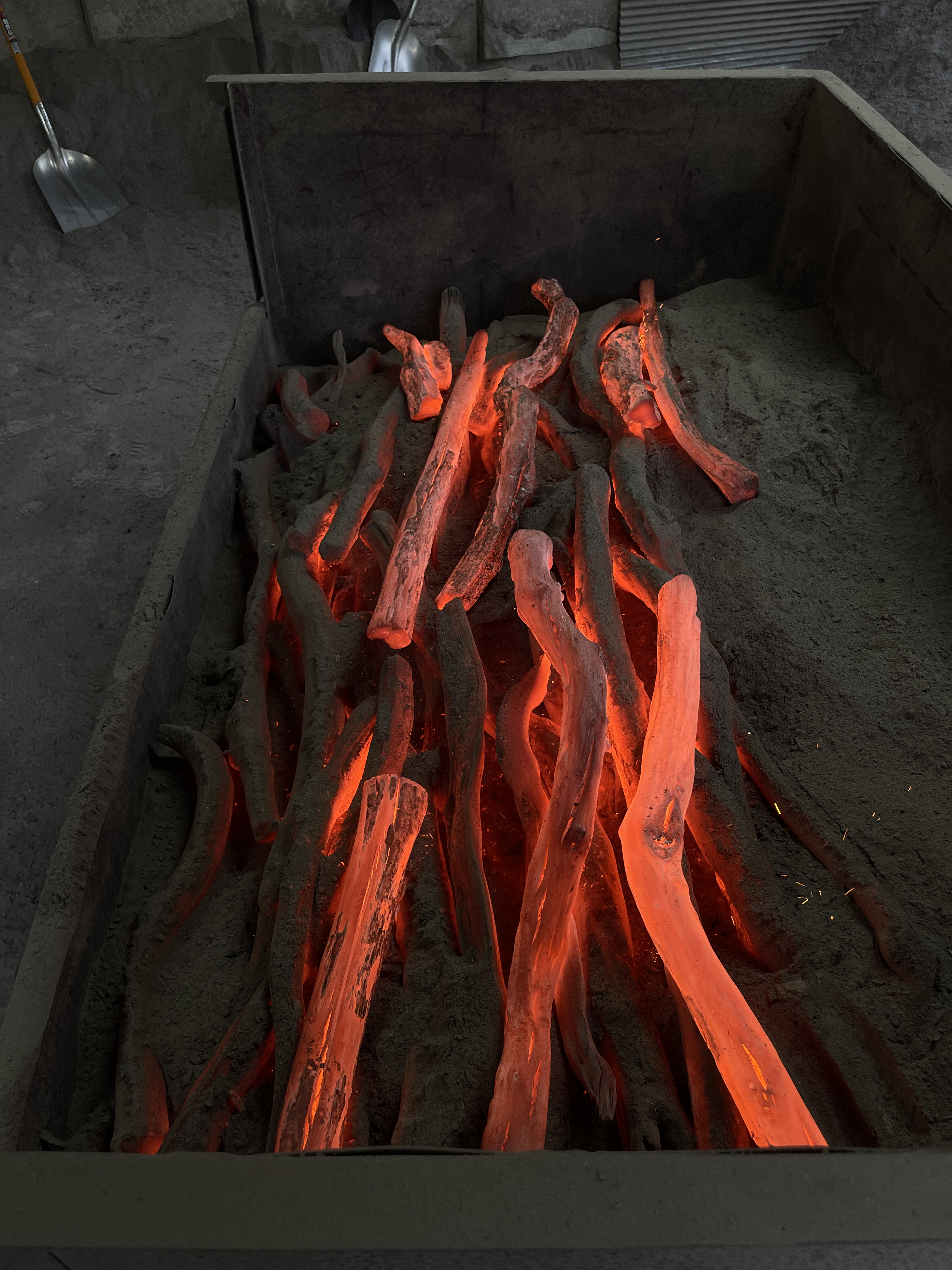
窯出し直後の備長炭

## 受賞
- 第12回グッドライフアワード 環境大臣賞（2024年）
- 「ディスカバー農山漁村（むら）の宝」中国四国農政局 地方奨励賞（2024年）[3]

- 第6回SDGsジャパンスカラシップ岩佐賞 農林水産・食の部（2025年）

- サステナブル★セレクション2025（オルタナ）一つ星選定[4]

- 日本農業遺産「みなみ阿波の樵木林業システム」に構成団体として参画[5]

## メディア掲載
- 『NHK おはよう日本』「伝統の林業に商機」（2024年10月）[6]

- 『徳島新聞』「グッドライフアワード環境大臣賞を受賞」（2024年2月）[7]

- 『Forbes JAPAN』「荒れ放題の森林をよみがえらせる！正しく伐って資源を活かす、伝統的林業を現代に」掲載実績PDFより

- 『BS朝日 つながる絵本 for SDGs』「森と人の未来をつなぐ 樵木林業」（2025年放送）[8]

- 『日刊木材新聞』『朝日新聞』『BE-PAL』『NHK徳島』『月刊事業構想』など、複数メディアによる継続的な報道あり

## 関連団体
- とくしま樵木林業推進協議会
- 美波町SDGs推進パートナー